# Pico Laila (valle de Haramosh)
El pico Laila es un pico de 6.985 metros localizado en el valle de Haramosh, (cerca del glaciar Chogurunma), en la cordillera del Karakórum.  Fue escalado por primera vez por el Club Alpino de Hekiryou de Japón en 1979.